# Автулиха
Автулиха — деревня в составе Нестиарского сельсовета в Воскресенском районе Нижегородской области.

## География
Находится в правобережье Ветлуги на расстоянии примерно 20 километров по прямой на юг от районного центра посёлка Воскресенское.

## История
Деревня известна с XIX века. Упоминается с 1855 года. Название связывается с первопоселенцами из Тульской губернии, привезенными сюда помещиком. Последним владельцем деревни был Н. Я. Стобеус. Входила в Макарьевский уезд Нижегородской губернии. В 1859 году в деревне было учтено дворов 18, жителей 83, в 1925 году 250 жителей. В советское время работал колхоз «Культура».

## Население
Постоянное население составляло 32 человека (русские 100 %) в 2002 году, 26 — в 2010.